# 스트루마강

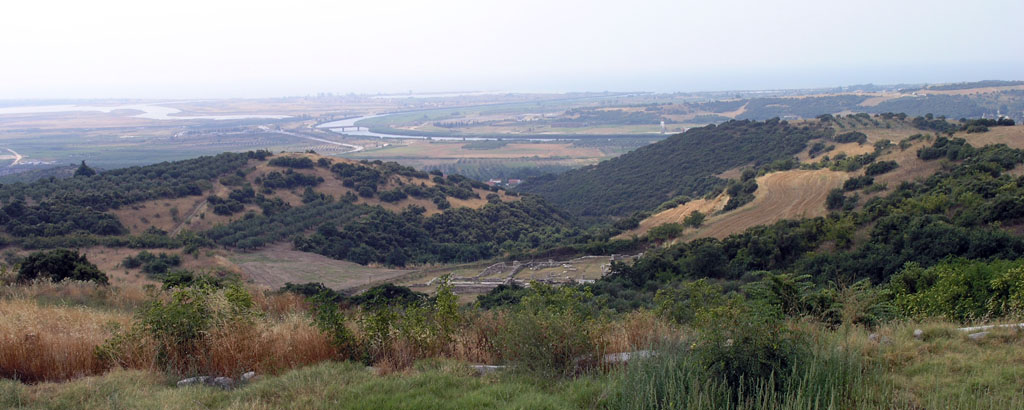

스트루마강(불가리아어: Струма) 또는 스트리모나스강(그리스어: Στρυμόνας)은 불가리아와 그리스의 강이다. 불가리아의 비토샤산에서 발원하여, 처음 서쪽으로 흐르고 남쪽으로 방향을 바꾼다. 총 길이는 415 km(290 km는 불가리아령)로, 유역 면적은 1만 800 km2 가량이다. 불가리아측에서 석탄 산업이, 그리스측에서 농업이 활발하다. 그리스측의 강은 국내 제4의 규모를 자랑한다. 고대에는 스트리몬강(Strymōn)이라고 불리었다.